# Marvin Hinton
Marvin Hinton (Londra, 2 febbraio 1940) è un ex calciatore inglese, di ruolo difensore.

## Carriera

### Charlton
Iniziò la propria carriera calcistica con la maglia del Charlton, con cui debuttò ufficialmente in una gara contro il Crystal Palace nella stagione 1957-1958. Durante la sua militanza al club disputò anche 3 partite com la nazionale Under-23 dell'Inghilterra. Nato principalmente come terzino, ricoprì a più riprese il ruolo di  mezzala e di attaccante, ritrovandosi poi nel 1961 a giocare come titolare nel ruolo di centrocampista centrale in sostituzione dell'infortunato Gordon Jago.

### Chelsea
Nell'agosto 1963 venne acquistato per una somma di £ 30.000 dal Chelsea di Tommy Docherty. Debuttò con i Blues il 12 ottobre dello stesso anno, in una gara contro l'Ipswich Town. Dopo essersi trasferito, tornò a ricoprire il suo vecchio ruolo di terzino. Hinton fece parte di una delle squadre con maggior successo degli anni '60 e dei primi anni '70, che conteneva giocatori del calibro di Charlie Cooke, Alan Hudson, Bobby Tambling, John Hollins, Peter Bonetti e Peter Osgood. Nel 1965 vinse il suo primo titolo di Coppa di Lega battendo in finale il Leicester City, mentre nel 1970 vinse la sua prima finale di FA Cup contro i campioni in carica del Leeds United in un replay all'Old Trafford. Hinton lasciò Stamford Bridge nel 1976, ritirandosi dalle attività agonistiche due anni dopo con indosso la maglia del Barnet.

## Palmarès

### Competizioni nazionali
- Coppa di Lega inglese: 1

Chelsea: 1964-1965
- Coppa d'Inghilterra: 1

Chelsea: 1969-1970